# Canadian Rugby Championship 2011
Canadian Rugby Championship 2011 – trzecia edycja najwyższej klasy rozgrywkowej w męskim rugby union w Kanadzie. Zawody odbywały się w dniach 30 lipca–3 września 2011 roku.

## Informacje ogólne
W 2011 roku system rozgrywek został zmieniony, zwiększono bowiem liczbę spotkań. Każda z drużyn rozgrywała dwumecze z zespołem z własnej dywizji oraz z jedną z drużyn z drugiej dywizji, a także jedno spotkanie z pozostałym uczestnikiem mistrzostw.
W zawodach triumfowała drużyna Ontario Blues, która tytuł zapewniła sobie na jeden mecz przed końcem rozgrywek.
Po raz pierwszy przyznano nagrodę dla najlepszego zawodnika mistrzostw – otrzymali ją ex aequo Josefa Dolesau (BC Bears) i Dean Blanks (Atlantic Rock).

## Faza grupowa
| 30 lipca 201114:30 | BC Bears | 43:19 | Atlantic Rock | Klahanie Park, Vancouver |
| 30 lipca 201114:30 |          | 43:19 |               | Klahanie Park, Vancouver |

| 30 lipca 201115:00 | Prairie Wolf Pack | 31:25 | Ontario Blues | Calgary Rugby Park, Calgary |
| 30 lipca 201115:00 |                   | 31:25 |               | Calgary Rugby Park, Calgary |

| 2 sierpnia 201118:00 | BC Bears | 21:46 | Ontario Blues | Klahanie Park, Vancouver |
| 2 sierpnia 201118:00 |          | 21:46 |               | Klahanie Park, Vancouver |

| 2 sierpnia 201119:00 | Prairie Wolf Pack | 8:29 | Atlantic Rock | Calgary Rugby Park, Calgary |
| 2 sierpnia 201119:00 |                   | 8:29 |               | Calgary Rugby Park, Calgary |

| 13 sierpnia 201114:30 | BC Bears | 31:29 | Prairie Wolf Pack | Apple Bowl, Kelowna |
| 13 sierpnia 201114:30 |          | 31:29 |                   | Apple Bowl, Kelowna |

| 20 sierpnia 201115:00 | Atlantic Rock | 7:41 | Ontario Blues | Swilers Rugby Complex, St. John’s |
| 20 sierpnia 201115:00 |               | 7:41 |               | Swilers Rugby Complex, St. John’s |

| 20 sierpnia 201118:00 | Prairie Wolf Pack | 35:23 | BC Bears | Calgary Rugby Park, Calgary |
| 20 sierpnia 201118:00 |                   | 35:23 |          | Calgary Rugby Park, Calgary |

| 27 sierpnia 201115:00 | Atlantic Rock | 31:30 | BC Bears | Swilers Rugby Complex, St. John’s |
| 27 sierpnia 201115:00 |               | 31:30 |          | Swilers Rugby Complex, St. John’s |

| 27 sierpnia 201116:30 | Ontario Blues | 15:0 | Prairie Wolf Pack | Sherwood Forest Park, Burlington |
| 27 sierpnia 201116:30 |               | 15:0 |                   | Sherwood Forest Park, Burlington |

| 3 września 201116:30 | Ontario Blues | 21:19 | Atlantic Rock | Sherwood Forest Park, Burlington |
| 3 września 201116:30 |               | 21:19 |               | Sherwood Forest Park, Burlington |